# (31989) 2000 HX33
2000 HX33 (asteroide 31989) é um asteroide da cintura principal. Possui uma excentricidade de 0.07814640 e uma inclinação de 3.07486º.
Este asteroide foi descoberto no dia 24 de abril de 2000 por LONEOS em Anderson Mesa.